# Tipula (Vestiplex) nestor
Tipula (Vestiplex) nestor is een tweevleugelige uit de familie langpootmuggen (Tipulidae). De soort komt voor in het Oriëntaals gebied.